# Юй Великий
Юй Великий (кит. упр. 大禹, пиньинь dà yǔ; фамилия Сы 姒, клановое имя Сяхоу 夏后, собственное имя Вэньмин 文命) — один из древних мифических государей в Китае.

## Ликвидация потопа и территориальное деление Китая
Свои дарования и энергию он проявил при императоре Яо, когда ему удалось вернуть воды, затопившие землю, в прежние их границы (Великое наводнение Гун-Юй). Затем ему было поручено произвести деление Китайской империи на 9 провинций, что он выполнил успешно в 2278 году до н. э. За большие услуги, оказанные Юем в деле устройства государства, следующий император Шунь сделал его регентом, а затем назначил его своим наследником. На престол Юй вступил в 2205 году до н. э. и, проправив 45 лет, положил начало династии Ся, правившей в Китае до 1766 года до н. э.
Помимо классического описания у Сыма Цяня, Юй связывается с территориальным делением древнего Китая в следующих текстах:
«Юй гун» 禹貢 (Шу цзин), «Ю ши лань» 有始覽 (Люйши чуньцю 呂氏春秋), «Чжифан ши» 職方氏 (Чжоули 周禮), «Жунчэн ши» 容成氏 и других. Авторы эпохи Хань приписывают Юю и его спутнику Бо И авторство трактата «Шань хай цзин». 
Юй также ассоциируется с военными достижениями: покорением Сань Мяо и Гун Гуна 共工 (или его 9-голового министра-змея Сянлю).

## Анимализм
Хуайнань-цзы затрагивает мифологический аспект изображения Юя: его супруга из Тушань видит его превращение в медведя.
«Анналы царств У и Юэ» описывают предание, в котором Юй при мысли о замужестве видит девятихвостую лису белого цвета 乃有白狐九尾造於禹 и трактует это явление как хороший знак.

## Сын
От брака с Госпожой из Тушань у Юя рождается сын, Ци 啟. Отцовская занятость ликвидацией потопа приводит к тому, что мальчик впервые встречается с отцом только в 9-летнем возрасте.

## Магические практики
Традиционные тексты («Ян-цзы фаянь», см. Ян Сюн) и археологические свидетельства доимперского периода (альманахи, обнаруженные в Фанматань и Шуйхуди) упоминают практику под названием Юй-бу 禹步 («Шаги Юя»), которая использовалась как защитный ритуал перед выходом в дорогу. Юй-бу как даосская практика сохранились до настоящего времени.
Помимо Юй-бу, в описаниях из Шуйхуди фигурирует ритуал вычерчивания пяти линий на земле, а также талисман, связанные с его именем.